# Daffney
Shannon Claire Spruill (Wiesbaden, 17 juli 1975 – Norcross (Georgia), 1 september 2021) was een in Duitsland geboren Amerikaans professioneel worstelaarster en valet.

## Carrière
Ze was actief in de Total Nonstop Action Wrestling (TNA) onder haar ringnamen Daffney en "The Governor", een karikatuur van gouverneur van Alaska en voormalig kandidaat-vicepresident van de Verenigde Staten Sarah Palin. Daffney was actief in het World Championship Wrestling van 1999 tot 2001.
Op 1 september 2021 streamde Daffney een livevideo via het sociale netwerk Instagram, waarin ze een afscheidsbrief las met in haar handen een pistool. Zij werd de volgende dag dood aangetroffen op haar bed met een vuurwapen naast haar met een schotwond in de borst. Daffney was 46 jaar.

## In worstelen
- Als Daffney
  - Finishers
    - Daff Knees (Single knee facebreaker) – 2008–heden
    - Frankenscreamer (Frankensteiner) – 2000–2007
    - Lobotomy (Bridging swinging fisherman suplex) – 2009–heden

  - Signature moves
    - Bridging evasion
    - Diving hurricanrana
    - Fyfe Drop (Sidewalk slam) – geadopteerd van Lexie Fyfe
    - Hosaka Kick (Spin kick) – geadopteerd van Malia Hosaka
    - Inverted DDT
    - Lady of the Lake
    - Lance Crab
    - Leggo my Eggos
    - Rolling neck snap
    - Shining wizard

- Als Shark Girl
  - Finishers
    - Chummer
    - Single knee facebreaker

  - Signature moves
    - Bridging evasion
    - Bridging northern lights suplex
    - Repeated overhead chops
    - Thesz press
    - Various armbars while biting the opponent's arm

- Als The Governor
  - Finishers
    - Thrilla From Wasilla (Swinging fisherman suplex)

  - Signature moves
    - Roll-through counter into a single leg Boston crab

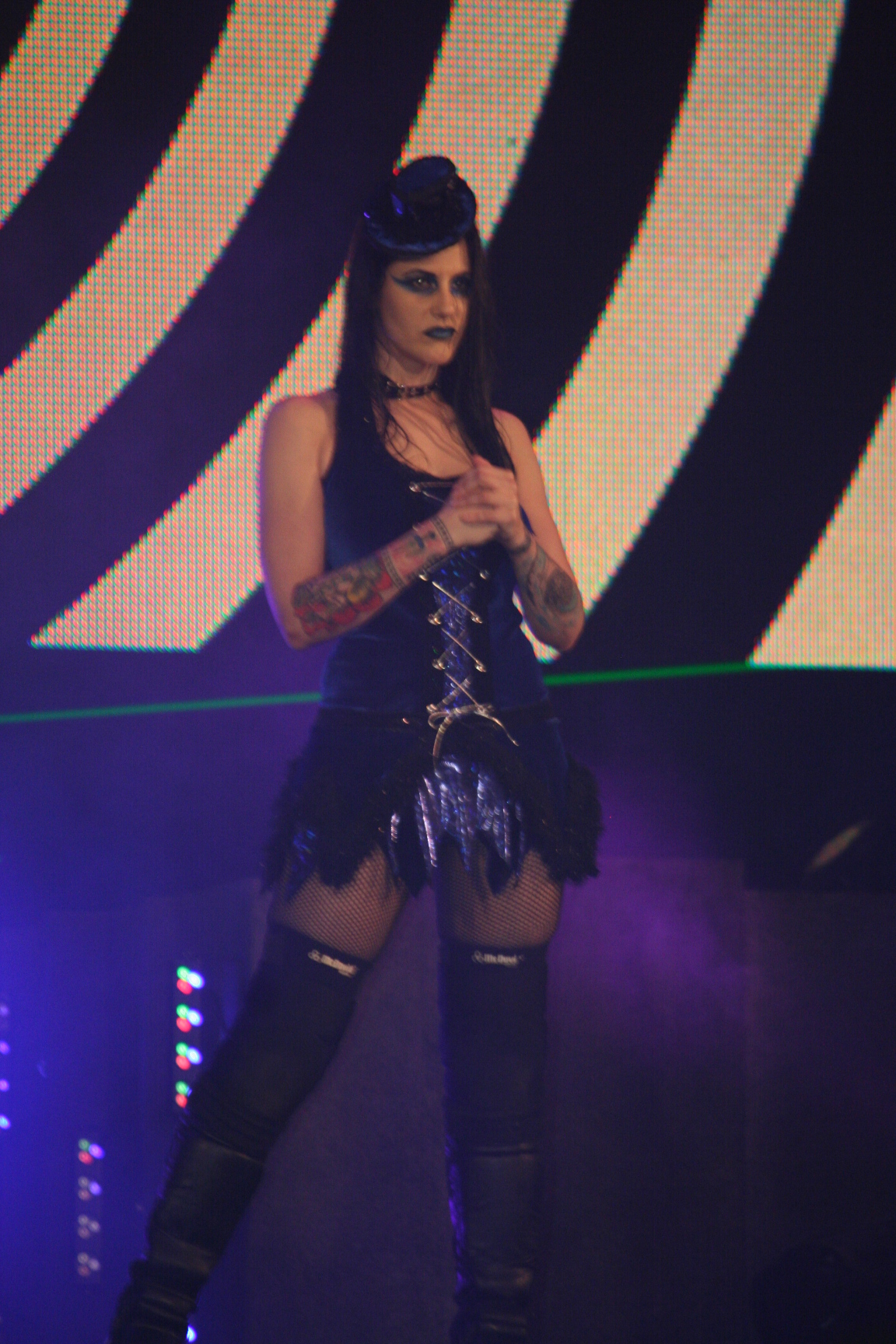
Entree Daffney in 2010 op TNA

    - Spear

- Managers
  - Dr. Stevie
  - Raven
  - Robert Fuller

- Worstelaars gemanaged

| - Aaron Stevens - Ace Steel - Amy Lee - Chasyn Rance - Chris Hero - Claudio Castagnoli - CM Punk - Colt Cabana - Crowbar - Dan Sawyer - David Flair | - David Young - Dr. Stevie - Elix Skipper - Francine - Kenny King - McNasty - Nova - MsChif - Raven - Roni Jonah - Roxxi | - Sal Rinauro - Sami Callihan - Scotty Riggs - Shark Boy - Steve Corino - Steve Madison - Taylor Wilde - The Unknown Soldier - Vanity - Vic Grimes |

- Bijnamen
  - "The Gothic Goddess"
  - "The Scream Queen"
  - "Zombie Hot" (genoemd door Taz)

## Prestaties
- Anarchy Championship Wrestling
  - ACW American Joshi Championship (1 keer)

- NWA Wrestle Birmingham
  - NWA Wrestle Birmingham Junior Heavyweight Championship (1 keer)

- Pro Wrestling Illustrated
  - PWI rangeerde haar #18 van de beste 50 singles worstelaarster in het PWI Female Top 50 in 2009

- World Championship Wrestling
  - WCW Cruiserweight Championship (1 keer; samen verdedigd met Crowbar)